# Jos Weitenberg
Joseph Johannes Sicco (Jos) Weitenberg (Groningen, 5 augustus 1943 - Leiden, 14 april 2012) was de eerste hoogleraar Armeense studies en medeoprichter van de Association Internationale des Etudes Arméniennes (AIEA).

## Leven en werk

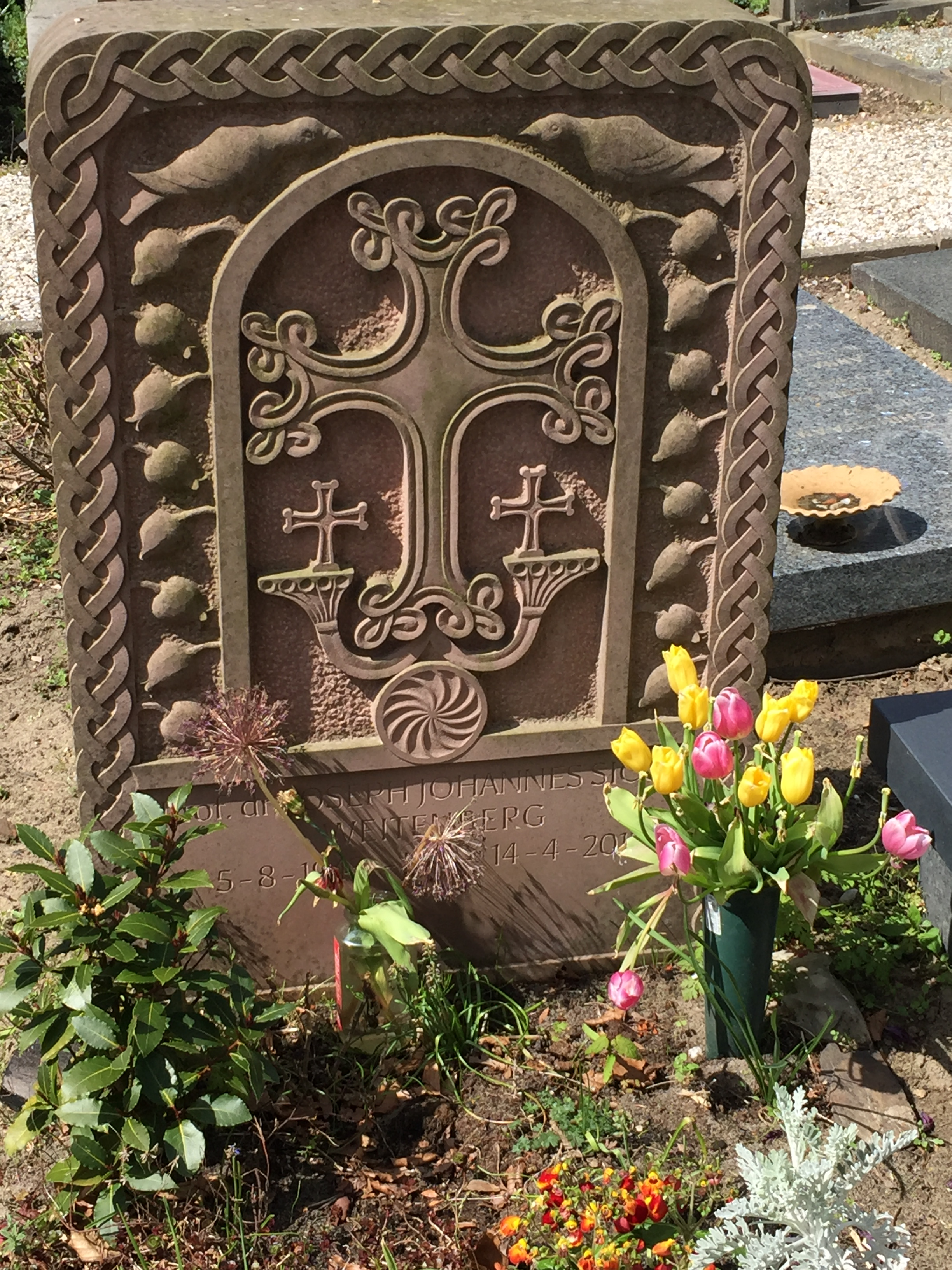
Graf van Jos Weitenberg (Begraafplaats Zijlpoort)

Weitenberg studeerde klassieke en Indo-Europese talen, en specialiseerde zich onder andere in het Armeens. Daarna ging hij les geven in het middelbaar onderwijs totdat hij in 1979 lector vergelijkende taalwetenschap werd aan de Universiteit Leiden. In 1984 promoveerde hij op Die hethitischen u-Stämme. In 1994 werd hij de eerste hoogleraar Armeense studies in Nederland, een bijzonder hoogleraarschap vanwege de AIEA, later vanwege het Leids Universitair Fonds. In 2009 ging hij met emeritaat.
In 1981 was Weitenberg medeoprichter van de Association Internationale des Etudes Arméniennes, samen met prof. Michael E. Stone van de Hebreeuwse Universiteit van Jeruzalem; in 2001 volgde hij Stone op als voorzitter van de associatie, hetgeen hij bleef tot 2006.
Hij overleed in Leiden op 14 april 2012 en werd daar begraven op de Rooms-Katholieke begraafplaats Zijlpoort.